# Colititer

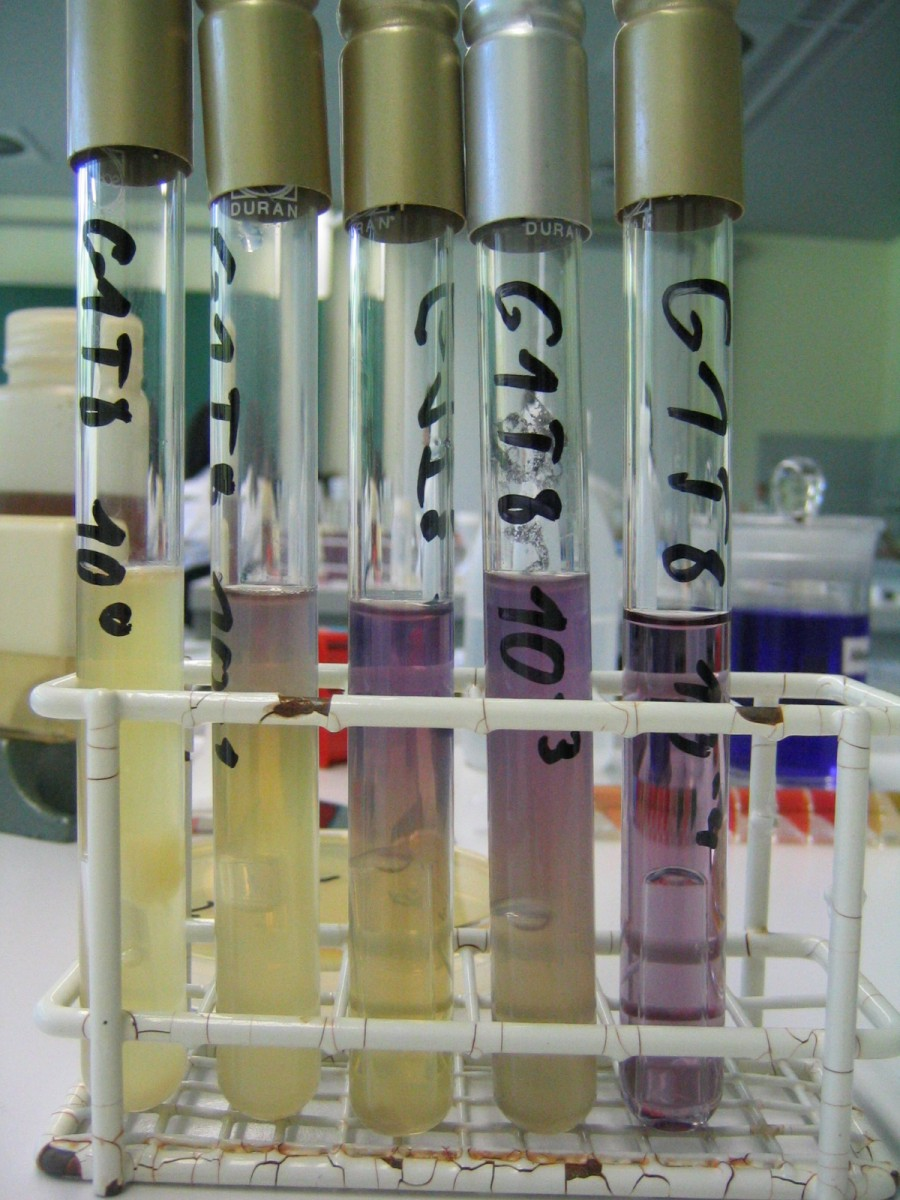
Bestimmung des Colititers in Kulturröhrchen mit einer Lactose-Pepton-Bouillon und mit eingesetzten Durhamröhrchen. Das letzte (rechte) Kulturröhrchen ist unbewachsen

Der Colititer ist ein Maßstab zur Beurteilung der Verunreinigung von Trink- und Abwasser.
Als Colititer wird die durch das Titerverfahren ermittelte Wassermenge (meist in Millilitern) bezeichnet, in der gerade noch ein Escherichia coli-Bakterium oder ein coliformes Bakterium nachgewiesen werden kann. Zu den coliformen Bakterien zählen neben Escherichia coli z. B. noch Citrobacter, Klebsiella und Enterobacter.
Man verwendet für das Titerverfahren ein für Escherichia coli bzw. coliforme Bakterien selektives Kulturmedium und bewertet einen Kulturansatz als positiv, wenn darin durch den Stoffwechsel aus Lactose Gas gebildet wird, das in kleinen einseitig verschlossenen, mit der Öffnung nach unten in die Kulturgefäße eingesetzten Glasröhrchen (bezeichnet als Durhamröhrchen) aufgefangen wird.
Eine Messung von 0,1 Colititer (C = 0,1) bedeutet, dass in 0,1 Milliliter Wasser ein Bakterium enthalten ist. Als Grenzwert für das Trinkwasser müssen in 100 mL Wasser Escherichia coli und coliforme Bakterien nicht nachweisbar sein.